# Serrure à gorges
 (septembre 2022).
Si vous disposez d'ouvrages ou d'articles de référence ou si vous connaissez des sites web de qualité traitant du thème abordé ici, merci de compléter l'article en donnant les références utiles à sa vérifiabilité et en les liant à la section « Notes et références ».

Fonctionnement d'une serrure à gorges.

Une serrure à gorges est une serrure équipée de pièces métalliques montées sur un pivot (les gorges), levées à une certaine hauteur par la rotation du panneton de la clef. Il s’agit de la première véritable amélioration apportée à la serrure à garnitures. En effet, il faut que toutes les gorges soient simultanément levées pour libérer le pêne. 
Les serrures à gorges à double action furent inventées par l’Anglais Robert Barron en 1778. L’ardillon, petite pièce métallique solidaire du pêne, est retenu dans l’encoche de la gorge tant que celle-ci n’est pas levée au niveau exact (ni trop haut ni trop bas).
L'ardillon est appelé également et surtout pilier des gorges.